# Изолалта (Верона)
Изолалта је насеље у Италији у округу Верона, региону Венето.
Према процени из 2011. у насељу је живело 758 становника. Насеље се налази на надморској висини од 42 м.